# 로크타 종이
로크타 종이는 네팔에서 자라는 로크타 나무(서향나무) 속껍질로 만들어지는 종이이다. 이 종이는 수공예로 제작되기 때문에, 매우 정교하고 섬유질이 질기다. 국내에서는 서향나무로 만든 포장지로 판매되고 있다.

## 제지 과정
로크타 종이를 만들기 위해서는 일단 로크타 나무의 껍질을 세척한 후 잘게 잘라야 한다. 그 다음 그 껍질을 담수에 5-6시간동안 담가 불린 뒤 1-2시간동안 소다와 물의 혼합물에 넣고 가열해 찬물로 씻어낸다. 마지막으로 퍼프를 망치로 잘 두들겨서 나무틀에 붓고 햇볕 아래에서 건조시키면 비로소 로크타 종이가 만들어진다. 로크타 종이의 표준 규격은 50 x 76 cm이며 중량은 40g, 20g, 10g, 5g으로 다양하다.
로크타 종이는 내구성이 좋고 견고해 오랜 기간 동안 보존이 가능하다. 세균이나 좀벌레도 이겨내며 물에도 상하지 않는다. 따라서 염료를 푼 물로 종이를 염색할 수도 있어 제지과정에서 어떠한 기계도 필요하지 않다.